# Федун Леонід Арнольдович
Леонід Арнольдович Федун (нар. 5 квітня 1956, Київ) — російський підприємець.
Віце-президент ПАТ «ЛУКОЙЛ», основний акціонер і колишній голова ради директорів. Власник 32,7 % акцій і президент футбольного клубу «Спартак» (Москва). Бізнес-партнер Вагіта Алекперова.

## Освіта
У 1977 року закінчив військово-політичний факультет Ростовського вищого військового командного училища ім. М. І. Недєліна.
У 1984 року закінчив ад'юнктуру Військової академії ім. Ф. Е. Дзержинського, де залишився викладати. У 1984 році захистив кандидатську дисертацію на здобуття наукового ступеня кандидата філософських наук. У 2015 році, під час масової перевірки дисертацій бізнесменів, його дисертація не була виявлена. З 1984 по 1992 рік читав в цій Академії соціологію. Дослужився до звання полковника.
У 1993 році закінчив Вищу школу приватизації і підприємництва. З 1995 року є членом Російської Академії природничих наук.

## Діяльність

### Кар'єра в ПАТ «Лукойл»
Леонід Федун познайомився з майбутнім Президентом «Лукойлу» Вагітом Алекперовим в 1987 році, коли читав лекції нафтовикам в Когалимі. З 1991 року брав участь у створенні концерну «Лукойл». 13 березня 1994 р йому було запропоновано обійняти посаду віце-президента ПАТ «Лукойл». У новій якості він зосередився на напрямку стратегічного розвитку компанії.

### Стратегічний менеджмент
Федун очолює Головне управління стратегічного розвитку та інвестиційного аналізу " Лукойлу ", а також є членом Ради директорів компанії.

### Придбання ФК «Спартак»
Леонід Федун в 2004 році придбав контрольний пакет акцій російського футбольного клубу " Спартак ".
З моменту приходу Леоніда Федуна в клуб «Спартак» 1 раз став чемпіоном Росії та володарем Суперкубка Росії, 5 разів завойовував срібні медалі чемпіонату Росії з футболу, тричі пробивався в груповий раунд Ліги чемпіонів.
У січні 2019 року з'явилася інформація про те, що Вагіт Алекперов є фактичним власником футбольного клубу «Спартак» (Москва) його частка в акціях клубу дорівнює 36,7 %, в той час як «офіційний» власник «Спартака» Леонід Федун має тільки 32,7 % акцій, також 30,5 % акцій знаходяться в обігу невідомого громадянина Росії.
22 серпня 2022 року Леонід Федун пішов з посади президента ФК «Спартак» (Москва), продавши компанії «Лукойл» 100% акцій. У зв'язку з цим він виступив перед вболівальниками із заявою:
|  | Дорогие болельщики! Вот и закончилась эта удивительная история. В 1972 году, впервые оказавшись на матче «Спартака», я и представить не мог, что буду 18 лет возглавлять народную команду! Однако мечты иногда сбываются. Эти годы вместили многое. И восхитительные победы, и ужасные поражения. Радость триумфа и горечь разочарования. Обретение новых соратников и тех, о ком хочется скорее забыть. Это жизнь. Это футбол. Хочу выразить искреннюю благодарность моим друзьям и коллегам из компании «Лукойл» за то, что в этой сложнейшей обстановке они согласились поддержать столь значимый социальный проект, как «Спартак». Я оставляю им конкурентоспособную молодую команду с амбициозным тренером, а также высокопрофессиональную команду менеджеров. И, конечно, великолепный стадион. Верю, что вместе они способны достигнуть новых побед! P. S. Да, и это не некролог. Всегда можете рассчитывать на мою помощь и поддержку. Я остаюсь преданным болельщиком моей любимой команды «Спартак». Вперёд, красно-белые! К новым титулам! |

## Громадська і публічна діяльність
Федун є засновником кількох благодійних фондів, зокрема, фонду підтримки ветеранів та молоді ФК «Спартак», фонду формування цільового капіталу для підтримки соціальних програм.
Леонід Федун неодноразово відзначений державними та корпоративними нагородами та подяками, в тому числі:
Державні нагороди:

## Нагороди
Державні нагороди:
- Медалі Міністерства оборони СРСР і РФ
- Почесна грамота Міністерства енергетики РФ (2000)
- Орден Пошани (2006)
- Орден «За заслуги перед Вітчизною» IV ступеня (2012)
- Подяка Президента Російської Федерації (2017) — за заслуги в розвитку культури, великий внесок в підготовку і проведення важливих творчих і гуманітарних заходів[12]
- Орден «За заслуги перед Вітчизною» III ступеня (2020)[13]

## Родина
Батько — Арнольд Антонович Федун (1928—2021), народний лікар СРСР, колишній головний хірург РВСН, полковник медичної служби. Молодший брат Андрій Федун (нар. 1962), член ради директорів і генеральний директор ТОВ "Стадіон "Спартак ", колишній військовий лікар, полковник медичної служби.
Федун двічі був одружений. Від першого шлюбу з Мариною Федун двоє дітей — дочка Катерина та син Антон. Друга дружина — модель Зарема Саліхова. У другому шлюбі з Заремою Саліховою четверо дітей: троє синів — Лео, Лукас, Лавр і дочка Адріана

## Статки
Володіючи особистим статком $ 6,3 млрд, в 2017 році Леонід Федун зайняв 22-е місце в списку 200 найбагатших бізнесменів Росії за версією журналу " Forbes ". У той же час сам Леонід Федун висловлювався про рейтинг журналу «Forbes» критично. Після того, як в 2004 році підприємець вперше потрапив в цей список, в бесіді з кореспондентом «Ведомостей» він підкреслив, що далеко не всі акції, якими він номінально розпоряджається, насправді є його власністю, і що найчастіше вони належать іншим людям.
У 2019 зайняв п'ятнадцяту позицію в рейтингу «20 найбагатших російських бізнесменів», опублікованому журналом Forbes. За 2018 рік його капітал збільшився на $ 1,8 млрд і склав $ 8,7 млрд.